# 中国人的精神
《中国人的精神》，又名《春秋大义》，是国学大师辜鸿铭的一部英文作品。该书由一系列关于中国人精神论文集结而成，文中阐释中国人的精神生活，宣扬中国传统文化的价值，并主张用儒家思想对西方社会进行改造。

## 版本
- 1914年，该系列论文发表于英文报纸《中国评论》
- 1915年，北京每日新闻社首版，其中文题名为《春秋大义》
- 1916年，出版德文版，译者奥卡·A.H.施密茨
- 1917年（？），出版法文版
- 1922年，商务印书馆再版
- 1941年，出版日文版，译者鱼返善雄
- 1987年，黄兴涛与宋小庆合译中文版
- 1999年，外语教学与研究出版社重版（英文版）t

## 主要内容
该书分为序言、导论、正文、附录四大部分。

### 序言
通过与美国人、英国人、德国人、法国人对比，指出中国人深刻（depth），博大（broadness）、简朴（simplicity）并具有灵性（delicacy）。
| 国民性 | 深刻（depth）  | 博大（broadness） | 简朴（simplicity） | 灵性（delicacy） |
| ------ | -------------- | ----------------- | ------------------ | ---------------- |
| 美国人 | 缺乏           | 有                | 有                 | 缺乏             |
| 英国人 | 有             | 缺乏              | 有                 | 缺乏             |
| 德国人 | 有             | 有                | 缺乏               | 缺乏             |
| 法国人 | 有但不如德国人 | 有但不如美国人    | 有但不如英国人     | 有               |
| 中国人 | 有             | 有                | 有                 | 有               |

### 导论
善良公民的信仰（Introduction: The Religion of Good-citizenship）

### 正文
- 第一章 中国人的精神（The Spirit of the Chinese People）
- 第二章 中国妇女（The Chinese Woman）
- 第三章 中国语言（The Chinese Language）
- 第四章 约翰·斯密斯在中国（John Smith in China）
- 第五章 一位著名汉学家（A Great Sinologue）
- 第六章 汉学，第一部分（Chinese Scholarship, Part I）
- 第七章 汉学，第二部分（Chinese Scholarship, Part II）

### 附录
《崇拜群众的宗教》或名《战争与出路》（Appendix: The Religion of Mob-Worship or The War and the Way out）